# Paronychia camphorosmoides
Paronychia camphorosmoides là loài thực vật có hoa thuộc họ Cẩm chướng. Loài này được Cambess. mô tả khoa học đầu tiên.